# The Fabulous Thunderbirds
The Fabulous Thunderbirds är ett amerikanskt bluesrockband, bildat 1974 i Austin, Texas. Gruppen hade sin storhetstid under 1980-talet men är fortfarande aktiv.

## Historia
Bandet bildades av gitarristen Jimmie Vaughan och sångaren/munspelaren Kim Wilson. Utöver dessa bestod originaluppsättningen av basisten Keith Ferguson, trummisen Mike Buck och sångerskan Lou Ann Barton, som dock lämnade kort därefter. De albumdebuterade 1979 med The Fabulous Thunderbirds (ibland kallat Girls Go Wild, då detta står med stora bokstäver på skivomslaget), utgivet på Takoma Records. Albumet gav dem uppmärksamhet från större skivbolag och de skrev snart på för Chrysalis Records, för vilka de debuterade med What's the Word 1980. Efter deras tredje album, Butt Rockin' 1981, hoppade Buck av och ersattes av Fran Christina, tidigare i Roomful of Blues.
Gruppen gav ut ytterligare ett album på Chrysalis, T-Bird Rhythm 1982. Skivbolaget var därefter inte intresserad av en fortsättning och de stod sedan utan skivkontrakt i fyra år. Under den tiden, under vilken de fortsatte att göra livespelningar, lämnade även Ferguson bandet och ersattes av Preston Hubbard, också han från Roomful of Blues. 1985 fick de till slut kontrakt med Epic/Associated, och deras fjärde album, Tuff Enuff gavs ut året därpå. Albumet blev en succé, det sålde så småningom platina, och titelspåret blev en hit med en topp 10-placering på Billboard Hot 100. Senare samma år tilldelades de en W.C. Handy Award.
De två följande albumen, Hot Number och Powerful Stuff, sålde dock sämre och Vaughan lämnade därefter bandet för att bli soloartist. Hans plats togs av de två gitarristerna Duke Robillard och Kid Bangham. Gruppen släppte sedan 1991 albumet Walk That Walk, Talk That Talk men stod därefter återigen utan skivkontrakt. Bandet upplöstes men återförenades igen 1994 och har sedan dess fortsatt spela live och ge ut skivor mer eller mindre sporadiskt. Den nuvarande uppsättningen består av Kim Wilson, gitarristerna Johnny Moeller och Kirk Fletcher, basisten Ronnie James Weber och trummisen Jay Moeller.

## Medlemmar
Nuvarande medlemmar
- Kim Wilson – sång, munspel (1974– )
- Johnny Moeller – gitarr (2007– )
- Kevin Anker – keyboard (2016– )
- Steve Gomes – basgitarr (2016– )
- Wes Watkins – trummor (2016– )

Tidigare medlemmar
- Jimmie Vaughan – gitarr (1974–1989)
- John Melancon – basgitarr (1974–1979)
- Mike Buck – trummor (1974–1979)
- Keith Ferguson – basgitarr (1979–1985)
- Fran Christina – trummor (1979–1996)
- Preston Hubbard – basgitarr (1985–1993)
- Duke Robillard – gitarr (1990–1993)
- Doug Bangham – gitarr (1990–1993)
- Gene Taylor – keyboard (1993–2007)
- Kid Ramos – gitarr (1993–2002)
- Willie Campbell – basgitarr (1993–2002)
- Jimi Bott – trummor (1996–1999, 2000–2002, 2002–2007)
- Richard Innes – trummor (1999–2000)
- Steve Hodges – trummor (2002)
- Ronnie James Weber – basgitarr (2002–2007)
- Troy Gonyea – gitarr (2002–2005)
- Kirk Fletcher – (2005–2008)
- Nick Curran – gitarr, sång (2005–2007)
- Randy Bermudes – basgitarr (2007–2016)
- Jay Moeller – trummor (2007–2016)
- Mike Keller – gitarr (2008–2016)

## Diskografi
- 1979 – The Fabulous Thunderbirds
- 1980 – What's the Word
- 1981 – Butt Rockin'
- 1982 – T-Bird Rhythm
- 1986 – Tuff Enuff
- 1987 – Hot Number
- 1987 – Portfolio
- 1989 – Powerful Stuff
- 1991 – Walk That Walk, Talk That Talk
- 1995 – Roll of the Dice
- 1996 – Different Tacos
- 1997 – High Water
- 2000 – Girls Go Wild
- 2001 – Live
- 2005 – Painted On
- 2016 – Strong Like That